# Ptilodactyla annulata
Ptilodactyla annulata là một loài bọ cánh cứng trong họ Ptilodactylidae. Loài này được Pic miêu tả khoa học năm 1924.